# Densité urbaine
Pour les articles homonymes, voir Densité (homonymie).

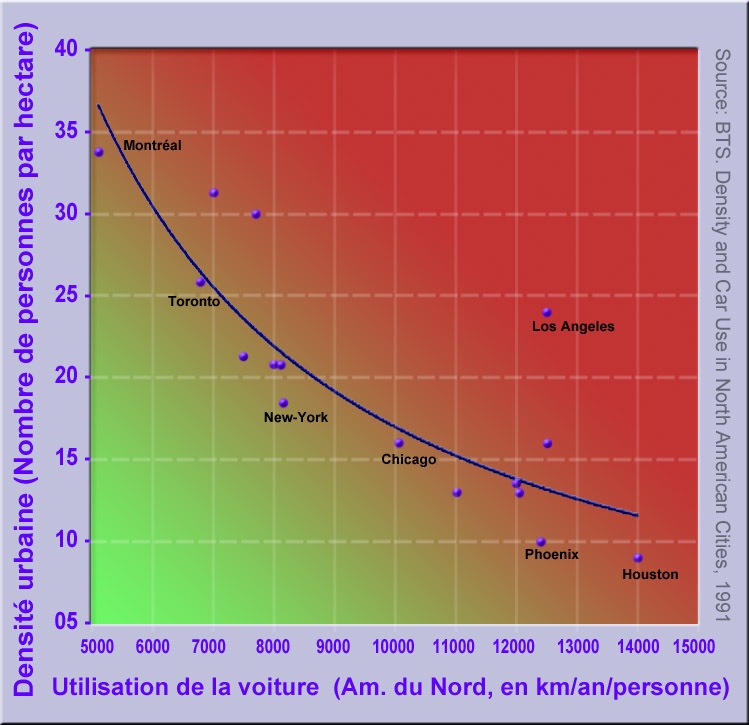
Graphique mettant en relation la consommation énergétique des transports par rapport à la densité urbaine d'un certain nombre de ville d'Amérique du Nord.

La densité urbaine désigne la densité de la population d'un tissu urbain. La densité urbaine est le plus souvent beaucoup plus élevée que la densité moyenne d'un pays.
La population d'une ville dépend cependant fortement de la définition utilisée pour la zone urbaine : les densités sont plus élevées si on ne considère que le centre de la municipalité que si on compte également les banlieues — de développement plus récent et pas encore incorporées administrativement — comme dans les concepts d'agglomération ou de métropole, ce dernier incluant parfois des villes avoisinantes.
Les agglomérations présentant une densité de population exceptionnellement haute sont souvent considérées comme surpeuplées, bien que ceci dépende de beaucoup de facteurs tels que la qualité des logements et des infrastructures ou l'accès aux ressources. Les villes les plus denses sont situées dans le sud et l'est de l'Asie, bien que Le Caire et Lagos en Afrique tombent également dans cette catégorie.
Des densités urbaines importantes sont corrélées avec une moindre consommation d'énergie liée aux transports, bien que l'existence d'un effet barbecue controversé ait été postulée. La ville dense permet d'économiser l'espace, de lutter contre l'artificialisation des sols, et de maximiser les réseaux d'infrastructure et les équipements. 
La densité urbaine peut également par corrélation désigner la densité de logements ou la densité d'emplois d'un tissu urbain. Elle peut être mesurée (densité brute ou densité nette), mais aussi règlementée dans les documents d'urbanisme. En France, afin de limiter la consommation d'espaces, différents documents peuvent donner des règles en matière de densité minimale de logements :  Parcs naturels régionaux,Schémas de cohérence territoriale ,  Plans locaux d'urbanisme, communes... 

## Mesure de la densité urbaine
On peut distinguer les mesures suivantes :
- densité résidentielle : nombre de logements à l’hectare
- densité de population : nombre d’habitants à l’hectare
- coefficient d’emprise au sol (CES) : emprise au sol du bâti / surface de l'îlot
- densité bâtie : CES multiplié par le nombre de niveaux

La densité bâtie est très variable selon les tissus urbains :
Le graphique qui aurait dû être présenté ici ne peut pas être affiché car il utilise l'ancienne extension Graph, désactivée pour des questions de sécurité. Des indications pour créer un nouveau graphique avec la nouvelle extension Chart sont disponibles ici.

## Tableau
|                                               | Population de la ville seule (hab.) | Densité de la ville seule (hab./km²) | Population de l'agglomération (hab.) | Densité de l'agglomération (hab./km²) |
| --------------------------------------------- | ----------------------------------- | ------------------------------------ | ------------------------------------ | ------------------------------------- |
| Dacca                                         | +0014 399 000,                      | +00 00046 997,                       | +0017 151 925,                       |                                       |
| Tokyo (Grand Tōkyō)                           | +0008 324 913,                      | +00 00013 500,                       | +0035 676 000,                       | +000 0004 553,                        |
| Genève (ville)                                | +0 000203 113,                      | +00 00012 750,                       | +0 000501 748,                       | +000 0001 776,                        |
| New York (Grand New York)                     | +0008 175 881,                      | +000 0006 708,                       | +0025 933 312,                       | +000 0001 096,                        |
| Paris (ville)                                 | +0002 220 140,                      | +00 00021 064,                       | +0012 568 755,                       | +000 0002 846,                        |
| Mumbai (Région métropolitaine de Mumbai)      | +0012 478 447,                      | +00 00020 694,                       | +0018 414 288,                       | +000 0004 604,                        |
| Séoul (Seoul National Capital Area)           | +0010 421 782,                      | +00 00017 211,                       | +0020 550 000,                       | +000 0004 048,                        |
| Mexico (Greater Mexico City)                  | +0008 873 017,                      | +000 0005 975,                       | +0020 450 000,                       | +000 0002 784,                        |
| Le Caire (Le Grand Caire)                     | +0008 452 409,                      | +00 00040 249,                       | +0019 622 652,                       | +0 000 000227,                        |
| Gaza (Bande de Gaza)                          | +0 000449 221,                      | +000 0009 983,                       | +0001 520 000,                       | +000 0004 010,                        |
| São Paulo (Région métropolitaine)             | +0011 244 369,                      | +000 0007 383,                       | +0018 850 000,                       | +000 0002 223,                        |
| Shanghai,                                     | +0027 058 479,                      | +000 0004 268,                       | +0070 547 437,                       | +000 0004 409,                        |
| Hong Kong                                     | +0007 055 071,                      | +000 0006 480,                       | +0015 800 000,                       | +000 0005 179,                        |
| Los Angeles (Grand Los Angeles)               | +0003 745 285,                      | +000 0003 155,                       | +0015 250 000,                       | +000 0001 415,                        |
| Lagos                                         | +0009 013 534,                      | +000 0009 500,                       | +0015 500 000,                       | +000 0002 694,                        |
| Calcutta (Région métropolitaine de Calcutta), | +0005 138 208,                      | +00 00027 462,                       | +0015 100 000,                       | +000 0008 459,                        |
| Moscou (Moscow capital region)                | +0010 563 038,                      | +000 0009 772,                       | +0015 000 000,                       | +000 0001 005,                        |
| Delhi (Territoire de Delhi)                   | +0011 954 217,                      | +00 00011 515,                       | +0013 850 507,                       | +000 0009 339,                        |
| Buenos Aires (Grand Buenos Aires)             | +0003 050 728,                      | +00 00015 029,                       | +0013 170 000,                       | +000 0001 210,                        |
| Jakarta (Jabodetabek)                         | +0008 860 381,                      | +00 00013 344,                       | +0023 650 400,                       | +000 0003 233,                        |
| Londres (Région urbaine de Londres)           | +0007 684 700,                      | +000 0004 505,                       | +0012 875 000,                       | +000 0001 130,                        |
| Karachi                                       | +0013 052 000,                      | +000 0003 701,                       | +0011 800 000,                       | +00 00010 727,                        |
| Manille (Metro Manila)                        | +0001 660 714,                      | +00 00043 079,                       | +0011 553 427,                       | +00 00018 093,                        |
| Ōsaka (Keihanshin)                            | +0002 662 998,                      | +00 00011 979,                       | +0018 643 915,                       | +000 0001 669,                        |
| Istanbul                                      | +0013 120 596,                      | +000 0002 392,                       |                                      |                                       |
| Bruxelles                                     | +0 000185 053,                      | +000 0005 510,                       | +0001 235 192,                       | +000 0007 654,                        |